# 서브에사에딧
서브에사에딧(SubEthaEdit)은 macOS에서 구동되는 실시간 공동 작업 편집기이다. 이름인 'Sub Etha'는 은하수를 여행하는 히치하이커를 위한 안내서에 등장하는 통신 네트워크를 가리키는 말이다.

## 역사
원래 SubEthaEdit는 2003년 초기 'Hydra'로 나왔지만, 법적인 문제로 인해 2004년 말에 SubEthaEdit로 변경하게 된다.
첫 Hydra 버전은 몇개월 후 2003년 애플의 애플 세계 개발자 회의에서 디자인 상을 수상하게 된다.
2014년 6월, SubEthaEdit 4가 맥 앱 스토어에 릴리즈 되었으며, 버전 5부터는 MIT 라이선스로 전환하여 무료화 와 더불어 오픈소스화되었다.

## 기능들
기존 텍스트 편집과 더불어, 협동 편집이 가능하다는게 서브에사에딧의 주요 기능이다. 이 협동은 문서 기반이며, 봉주르와 Blocks Extensible Exchange Protocol(Beep)를 통해 누구나 어느때라도 문서에 편집을 할 수 있다. 또한 서브에사 에딧은 LAN 설정을 하지 않고서도 작업이 가능하며, 인터넷을 통해서도 작업을 할 수 있다.

## 같이 보기
- 이더패드